# Quítxua nord-bolivià
El quítxua nord-bolivià (quítxua: Apulu qhichwa simi) és un dialecte del quítxua meridional, parlat al departament de La Paz (Bolívia), al nord de Bolívia a la frontera entre el Perú i Bolívia, així com per immigrants al Perú. Segons Ethnologue el 1978 hi havia a Bolívia 116.000 parlants, dels quals 18.500 eren unilingües, 65.649 bilingües quítxua-castellà i 32.382 trilingües quítxua-aimara-castellà. En la interpretació del lingüista francès Cesar Itier, autor del Diccionario quechua sureño - castellano, el quítxua nord-bolivià forma part del dialecte del quítxua de Cusco-Collao, estès a l'extrem sud-est del Perú (departaments de Puno, Arequipa, Moquegua i sud-est de Cuzco) i al nord de Bolívia.